# 石多站
石多站（韓語：석다역）是朝鮮民主主義人民共和國平安南道甑山郡石多里的一個鐵路車站，属于南洞线。

## 邻近车站
南洞线
乐生站 - 石多站 - 漢川站